# Sonic Blast Man II
Sonic Blast Man II (ソニックブラストマンII) est un jeu vidéo de type beat them all en 2D développé et édité par l'entreprise japonaise Taito sur Super Nintendo. Il est sorti sur SNES au Japon le 18 mars 1994 suivi de l'Amérique du Nord en novembre 1994. Il fait suite à Sonic Blast Man.

## Synopsis
Une station spatiale extraterrestre apparaît à proximité de la Terre, Yafu et ses légions veulent conquérir la planète. Heavy Blast Man, l'ennemi juré de Sonic Blast Man est derrière les évènements.
Sonic Blast Man et ses compagnons ont pour mission de les arrêter,.

## Système de jeu
Il y a 3 personnages jouables : Sonia (rapide et faible), Captain Choyear (lent et fort) et Sonic Blast Man (équilibré).
Il y a un mode 2 joueurs en mode coopératif.

## Série
1. Sonic Blast Man (1990, arcade, SNES)
2. Sonic Blast Man II (1994, SNES)